# Кронщатско въстание
Кронщатското въстание (на руски: Кронштадтское восстание) е бунт на гарнизона на гр. Кронщат (край Петроград) и екипажи на няколко военноморски кораба от състава на Балтийския флот във Финския залив на Балтийско море през февруари – март 1921 г. срещу болшевишката власт в Съветска Русия.

## Причини
Годините след Октомврийската революция от 1917 г. са много бурни за младата съветска държава. Избухват редица бунтове из цялата територия на бившата Руска империя, които Червената армия потушава с цената на много усилия и жертви.
Гладът става повсеместен, икономиката е в колапс, промишлеността почти не произвежда продукция, жителите на градовете гладуват, а опитите на правителството да изземе продукцията на селските стопанства, за да спре глада, разпалва още повече недоволството. На много места избухват стачки, които са потушени с военна сила.
На 24 февруари 1921 г. в Петроград (днес Санкт Петербург) започват стачки и митинги на работници с политически и икономически искания.

## Ход на въстанието
На 25 февруари 1921 г. на линейния кораб „Севастопол“, закотвен в Кронщат, се провежда събрание на матросите, на което се взема решение да се изпрати делегация в Петроград, за да установи какви са причините за вълненията на работниците в града. Към недоволните се присъединява и екипажът на кораба „Петропавловск“. На 28 февруари матросите им на общо събрание приемат резолюция с искания за нови избори за съвети, премахване на политкомисарите, свободна дейност на социалистическите партии, разрешаване на свободната търговия.
На 1 март на Котвения площад (Якорная площадь) на Кронщат се състои 15-хиляден митинг под лозунги „Власт на съветите, а не на партиите!“ Пристига Михаил Калинин – председател на Всеруския централен изпълнителен комитет (изпълняващ функциите на парламент и правителство), опитва се да успокои събралите се, но матросите сриват неговата реч.
Матросите преминават към открито неподчинение. На 2 март арестуват комисаря на Балтийския флот Н. Кузмин и политическите комисари на разбунтувалите се кораби. Избират Временен революционен комитет, начело на който застава матрос С. Петриченко.
Във възванието си бунтовниците описват задачата му като осигуряване на справедливи избори на съвети. Поставят искане и за свобода на печата, на селските и работническите партии и анархистки движения, както и пълна амнистия на политическите затворници. Призовават за свикване на Учредително събрание и премахване на политическите отдели в армията, флота и транспорта.
Въпреки че бунтовниците имат възможността да завземат Петербург, те не преминават към решителни действия. Задоволяват се само с изпращане на исканията си и изчакване действията на Съветите.

## Потушаване
Уплашени от бунта, който може да обхване целия Балтийски флот, комунистическите лидери предприемат светкавични действия за ликвидиране на огнището на недоволството.
Червената армия започва операцията по ликвидиране на бунта на 7 срещу 8 март. Зле обучените червеноармейци претърпяват поражение от добре въоръжените и подготвени матроси и са принудени да отстъпят.
Операцията е подновена на 15 март по заповед на самия народен комисар по военните и морските работи на Русия Лев Троцки, който допуска възможността в случай на необходимост срещу матросите да се използват и бойни отровни вещества.
На 17 март атаката започва след продължителна артилерийска подготовка. В боевете се включват червеногвардейци, курсанти от военни училища и болшевишки активисти. При боевете падат много жертви и от двете страни, но в крайна сметка Червената армия надделява.
Бунтът е потушен с жестокост. Много от разбунтувалите се матроси са екзекутирани веднага след падането на Кронщат, 2103 души са разстреляни след осъждането им от нарочен трибунал, организиран в Петроград само няколко дни по-късно.
Около 8000 от въстаниците успяват да се спасят с бягство в съседна Финландия.